# Mohammed Al Fatil
Mohammed Abdulhakem Al Fatil (arabisch محمد عبد الحكيم آل فتيل, DMG Muḥammad Abdulhakem Āl Fatīl; * 4. Januar 1992 in al-Qatif) ist ein saudi-arabischer Fußballspieler.

## Karriere

### Verein
Er begann seine Laufbahn als Spieler bei al-Ahli, wo er zur Saison 2014/15 von der U23 in die erste Mannschaft wechselte. Mit diesen gewann er in der Folgesaison die Meisterschaft und den Saudi Crown Prince Cup sowie zum Start der Spielzeit 2016/17 den saudischen Supercup. Seit Anfang August 2021 steht er im Kader von al-Nassr FC.

### Nationalmannschaft
Mit der U20 nahm er an der Weltmeisterschaft 2011 teil und kam in jeder Partie zum Einsatz. Sein Debüt in der A-Nationalmannschaft hatte er am 5. Dezember 2012 bei einem 2:1-Freundschaftsspielsieg gegen Sambia, über die volle Spielzeit. Es folgte neben weiteren Einsätzen in Freundschafts- und Qualifikationsspielen die Teilnahme an der Westasienmeisterschaft 2012. Sein letztes Turnier mit der Mannschaft war die Asienmeisterschaft 2019, wo er in jeder Partie über die volle Laufzeit auf dem Rasen stand. Hier erzielte er bei dem 4:0 über Nordkorea sein einziges Länderspieltor.